# Slowblow
Slowblow ist eine isländische Band, die aus den Musikern Orri Jónsson und Dagur Kári besteht. Ihre oft melancholisch klingende Musik lässt Folk, ebenso wie elektronische Einflüsse erkennen. Seit dem Gründungsjahr 1994 hat die Band vier Alben veröffentlicht, von denen das dritte, Nói Albínói, den Soundtrack zum gleichnamigen erfolgreichen isländischen Independent-Film beinhaltet.

## Diskografie

### Alben
- Quicksilver Tuna (Sirkafúsk Records, 1994)
- Fousque (Sirkafúsk Records, 1996)
- Noí Albínói (Kitchen Motors, 2004)
- Slowblow (Mobile/Plug, 2004)